# ЦСК ВВС в сезоне 2006
После удачного выступления («ЦСК ВВС-1» (Виктория Егорова) 4-е место и «ЦСК ВВС-2» (Анастасия Поздеева, Айгерим Нсанбаева, Анастасия Соколова, Анна Делёва) 5-е место) в Первенстве России по футзалу среди девочек до 16 лет, состоявшемся 9—11 декабря 2005 года в Калуге, была полупопытка воссоздать футбольный клуб ЦСК ВВС (Самара).
В сезоне 2006 Клуб принял участие в Кубке и Первенстве Приволжского Федерального округа (МФС «Приволжье»). Команда выиграла Кубок Поволжья и заняла 1-е место в Первенстве Приволжского Федерального округа, и во встрече с чемпионами Москвы определяли победителя второй лиги и путёвку в первую лигу.
Главным тренером в сезоне была Разия Нуркенова.
На международный турнир, проходивший с 14 по 16 апреля в Вентспилсе (Латвия), в состав впервые созданной сборной России (до 17 лет) по футболу вызывалась вратарь ЦСК ВВС Алёна Лазарева.
Победители первенства МФС «Приволжье» выступали в таком составе:
Ирина Агафонова,
Наталья Бальнова,
Мария Богдашова,
Кристина Будаева,
Сабина Валиева,
Валерия Гайнулина,
Ольга Жадаева,
Мария Казакова,
Алёна Лазарева,
Мария Мартынова,
Нино Микелгадзе,
Екатерина Николаева,
Никашова,
Оксана Норкина,
Алёна Романова,
Аида Созонкина,
Шамарина Кристина
По итогам сезона 2006 года Мария Богдашова и Аида Созонкина включены в Расширенный список кандидаток в женскую сборную команду России до 17 лет на 2007 год.

## Кубок МФС «Приволжье»
Место проведения — Дзержинск (8—10 июня)
| Команда                 | 1   | 2   | 3   | И | В | Н | П | РМ   | О |
| ----------------------- | --- | --- | --- | - | - | - | - | ---- | - |
| 1. ЦСК ВВС (Самара)     |     | 2:0 | 8:0 | 2 | 2 | 0 | 0 | 10-0 | 6 |
| 2. «Жемчужина» (Ижевск) | 0:2 |     | 0:0 | 2 | 0 | 1 | 1 | 0-2  | 1 |
| 3. «Нижний Новгород»    | 0:8 | 0:0 |     | 2 | 0 | 1 | 1 | 0-8  | 1 |

### Результаты матчей
| 8 июля 2006 | «Жемчужина» (Ижевск) | 0:2 | ЦСК ВВС (Самара)           | Дзержинск     |
|             |                      |     | Николаева, Манойлова авт.′ | Зрителей: 100 |

| 10 июля 2006 | «Нижний Новгород» | 0:8 | ЦСК ВВС (Самара)                   | Дзержинск     |
|              |                   |     | Норкина-2, Агафонова-3, Шамарина-3 | Зрителей: 100 |

По результатам турнира получили призы игроки «ЦСК ВВС»: Екатерина Николаева (лучший полузащитник), Ирина Агафонова (лучший нападающий) и Оксана Коркина (самый полезный игрок).

## Первенство МФС «Приволжье»
Место проведения — Ижевск (15—17 августа)
| Команда                   | 1   | 2   | 3   | И | В | Н | П | РМ  | О |
| ------------------------- | --- | --- | --- | - | - | - | - | --- | - |
| 1. ЦСК ВВС (Самара)       |     | 4:1 | 3:0 | 2 | 2 | 0 | 0 | 7-1 | 6 |
| 2. «Мордовочка» (Саранск) | 1:4 |     | 4:2 | 2 | 1 | 0 | 1 | 5-6 | 3 |
| 3. «Жемчужина» (Ижевск)   | 0:3 | 2:4 |     | 2 | 0 | 0 | 2 | 2-7 | 0 |

### Результаты матчей
| 16 августа 2006 | «Жемчужина» (Ижевск) | 0:3 | ЦСК ВВС (Самара)     | Ижевск        |
|                 |                      |     | Норкина-2, Агафанова | Зрителей: 100 |

| 17 августа 2006 | «Мордовочка» (Саранск) | 1:4 | ЦСК ВВС (Самара)                        | Ижевск        |
|                 |                        |     | Норкина, Агафанова, Гайнулина, Никашова | Зрителей: 100 |

За путёвку в первую лигу ЦСК ВВС боролся с созданным в 2006 году клубом «Дана» (Москва) и победившем в Чемпионате Москвы.

### Финальные матчи за путёвку в 1 лигу
| 29 сентября 2006 1-й матч | ЦСК ВВС (Самара) | 1:3 | «Дана» (Москва)                     | Самара                         |
|                           | Ненашева         |     | Лагутина, Плешаков, Миронова (пен.) | Стадион: ЦСК ВВС Зрителей: 100 |

| 03 октября 2006 2-й матч | «Дана» (Москва) | 1:0 | ЦСК ВВС (Самара) | Москва                         |
|                          | Антипова        |     |                  | Стадион: Октябрь Зрителей: 100 |

Проиграв путёвку в первую лигу ЦСК ВВС отправилось на Первенство России по футболу среди команд девушек СДЮШОР, состоявшееся в Краснодаре и Анапе с 7 по 12 октября 2006 года. Девушки из Самары стали бронзовыми призёрами. Выиграны матчи у «Жемчужинки» (Краснодар) 5:0, «Чертаново» (Москва) — 2:0 и «ДЮСШ-8» (Астрахань, играла вне зачёта) — 3:1. Сыграла вничью с «СДЮШОР-2» (Санкт-Петербург) — 1:1 и проиграла «УОР» (Звенигород) — 0:8. По результатам турнира отмечены игроки ЦСК ВВС: лучшая полузащитница — Шамарина Кристина и самый универсальный игрок — Богдашова Мария.